# 胺碘酮
胺碘酮（英語：Amiodarone）為一種抗心律失常药，可用於預防或治療數種心律不整，包含心室頻脈（VT）、心室顫動（VF）、寬QRS複合波心搏過速、心房顫動，以及陣發性室上性心搏過速。本品可透過口服、靜脈注射，或骨內給藥。口服劑型需要約數周效果才會顯現。
常見副作用包含疲倦、顫抖、噁心，以及便祕。由於胺碘酮可能會產生嚴重副作用，因此通常僅有嚴重的心室頻脈才會建議用藥。本品可能會產生嚴重的肺毒性，造成間質性肺病、肝臟問題、心律不整、視力問題、甲狀腺問題，最嚴重者甚至可能死亡。妊娠或哺乳期間用藥可能會對幼兒造成傷害。本品屬第三類抗心律不整藥物，其部分機轉乃藉由延長心肌的乏興奮期達成。
胺碘酮於1961年首次合成，並於1962年開始用於治療心绞痛，但隨即於1967年因為副作用而下市。1974年，由於發現本品對於心律不整具有療效，因此重新回歸藥用。本品列名於世界卫生组织基本药物标准清单，為基礎公衛體系必備藥物之一。本品目前屬通用名药物。2014年，每日劑量在发展中国家的批發價約介於0.06至0.26美金之間。在美國，每月劑量的價格約介於100至200美金之間。

## 作用和細節
胺碘酮具有兩個碘原子而且與甲狀腺素結構相關。具有高度親脂性，積極地結合在多脂肪的組織導致它具有極大的分佈體積及相當長的排除半衰期。
胺碘酮經由肝臟代謝成主要活性代謝物去乙基胺碘酮（N-desethylamiodarone），它具有與原來化合物相當或更長的排除半衰期。它的活性代謝物廣泛地蓄積在身體中，並可能在數個器官引起嚴重的不良反應。

## 不良影響

### 肺部
胺碘酮毒性發生的機率與給藥總劑量（每日給藥劑量及服用期間）有關。肺毒性出現的型態可能為過敏性肺炎、間質性肺炎及肺泡炎、肺部纖維化，發生率約為10 %至17 %不等。
肺毒性的出現通常在服用藥物後三至十二個月甚至更久之後才出現，過敏性肺炎通常發生在開始治療的頭幾週。最常見的間質性肺炎可能在治療數月或數年後發生，若病患發生肺部纖維化而未被及時正確診斷及處置可能會危及生命。
臨床上出現肺毒性的症狀包括：
- 乾咳
- 進行性呼吸困難
- 發燒
- 疲倦
- 胸肋痛
- 噁心
- 體重減輕等[7][8]

### 皮膚
皮膚方面發生的不良反應有皮膚變色、光敏感反應、皮疹、落髮。大約有15 %接受口服胺碘酮的病患會發生這些症狀。最常見的反應是光敏感，大約3 %至10 %的病患有發生光敏感的報告。光敏感反應通常不需停藥便可獲得改善。
皮膚發生藍灰色變色與長時間使用胺碘酮產生的色素沉著有關。色素的改變，通常侷限於身體暴露在外的部分，特別是手與臉。過度暴露於陽光下，似乎對有光毒性反應的人會加重其症狀。
為避免發生胺碘酮引起的皮膚不良反應，病患應被告知在接受治療期間盡量避免過度暴露於陽光下，穿著保護性的衣物而且使用防曬化妝品，以預防皮膚不良反應的發生。

## 常見副作用

### 中樞神經系統
- 厭食
- 顫抖
- 運動不能
- 疲倦
- 頭痛
- 睡眠障礙
- 週邊神經炎

### 心肝肺
- 心律不整
- 心跳遲緩
- 低血壓
- 鬱血性心衰竭
- 肝毒性
- AST，ALT上升
- 肺炎
- 肺部浸潤
- 肺部纖維化

### 其他部位
- 皮疹
- 噁心
- 嘔吐
- 便秘
- 落髮
- 光毒性
- 皮膚變色
- 角膜黃色微粒沉澱
- 甲狀腺功能低下或亢進

## 外部連結
- Siddoway LA. . Am Fam Physician. December 2003, 68 (11): 2189–96  [2018-02-07]. PMID 14677664. （原始内容存档于2008-05-15）.
- Amiodarone (MedicineNet.com) （页面存档备份，存于）
- Amiodarone (FamilyPracticeNotebook.com) （页面存档备份，存于）
- Amiodarone (The WorldWide Intensivist) （页面存档备份，存于）
- U.S. National Library of Medicine: Drug Information Portal - Amiodarone （页面存档备份，存于）
- Amiodarone (FDA MedWatch  see: Information for Healthcare Professionals: Amiodarone (marketed as Cordarone) [ARCHIVED] ) （页面存档备份，存于）
- (2005 Drug Safety Information, archived) （页面存档备份，存于）